# Starrcade (1990)
Starrcade '90: Collison Course fue la séptima edición de Starrcade, un evento de pago por visión de la National Wrestling Alliance (NWA) producido por la World Championship Wrestling (WCW). Tuvo lugar el 16 de diciembre de 1990 desde el Kiel Auditorium en San Luis, Misuri.

## Resultados
- Bobby Eaton derrotó a The Z-Man (08:45)
  - Eaton cubrió a Z-Man con un "Inside Cradle".
- Cuartos de final:The Steiner Brothers (Rick y Scott derrotaron a Sgt. Krueger y Col. DeKlerk (02:12)
  - Scott cubrió a DeKlerk después de un "Frankensteiner"
- Cuartos de final:Konan y Rey Mysterio derrotaron a Chris Adams y Norman Smiley (05:29)
  - Konan cubrió a Smiley después de un "Inverted Vertical Suplex"
- Cuartos de final:Mr. Saito y The Great Muta derrotaron a The Royal Family (Rip Morgan y Jack Victory) (05:41)
  - The Great Muta cubrió a Victory después de un "German Suplex".
- Cuartos de final:Victor Zangiev y Salman Hashimikov derrotó a Troy Montour y Danny Johnson (03:54)
  - Hashimikov cubrió a Montour después de un "Belly to Belly Suplex".
- Michael Wallstreet (con Alexandra York) derrotó a Terry Taylor (06:52)
  - Wallstreet cubrió a Taylor después de un "Stock Market Crash".
- The Skyscrapers (Sid Vicious y Danny Spivey) derrotaron a Big Cat y The Motor City Madman (01:01)
  - Vicious cubrió a The Motor City Madman después de un "Double Powerbomb".
- Tommy Rich y Ricky Morton (con Robert Gibson) derrotaron a The Fabulous Freebirds (Jimmy Garvin y Michael Hayes) (con Little Richard Marley) (06:13)
  - Morton cubrió a Garvin con un "Roll-up".
- Semifinal: The Steiner Brothers derrotaron a Konan y Rey Misterio (02:51)
  - Rick cubrió a Misterio después de un "Powerbomb".
- Semifinal:Mr. Saito y The Great Muta derrotaron a Victor Zangiev y Salman Hashimikov (03:08)
  - Saito cubrió a Zangiev después de un "Saito Suplex".
- Lex Luger derrotó a Stan Hansen en un Texas Lariat match ganando el Campeonato Peso Pesado de los Estados Unidos de la NWA (10:13)
  - Punk ganó al tocar los cuatro esquineros superiores consecutivamente.
- Los Campeones Mundiales en Pareja de la NWA Doom (Ron Simmons y Butch Reed) (con Teddy Long) y Arn Anderson y Barry Windham terminaron sin resultado en un Street Fight (07:19)
  - Windham cubrió a Reed y Simmons cubrió a Anderson al mismo tiempo.
  - Como resultado, Simmons y Reed retuvieron el campeonato.
- Final:The Steiner Brothers derrotaron a Mr. Saito y The Great Muta (10:52)
  - Rick cubrió a Saito después de un "Sunset Flip".
- Sting derrotó a The Black Scorpion (con Dick the Bruiser como special guest referee) en un Steel cage match reteniendo el Campeonato Mundial Peso Pesado de la NWA (18:31)
  - Sting cubrió a The Black Scorpion después de un "Diving Crossbody".
  - Después del combate, Sting procedió a desenmascarar a The Black Scorpion, quien resultó ser Ric Flair.

### Desarrollo del torneo
|  | Cuartos de final | Cuartos de final     | Cuartos de final |                  |       | Semifinales          | Semifinales | Semifinales |  |   | Final            | Final | Final |  |
|  |                  |                      |                  |                  |       |                      |             |             |  |   |                  |       |       |  |
|  |                  |                      |                  |                  |       |                      |             |             |  |   |                  |       |       |  |
|  | 1                | The Steiner Brothers | Pin              |                  |       |                      |             |             |  |   |                  |       |       |  |
|  | 1                | The Steiner Brothers | Pin              |                  |       |                      |             |             |  |   |                  |       |       |  |
|  | 8                | Kreuger / DeKlerk    | 2:12             |                  |       |                      |             |             |  |   |                  |       |       |  |
|  | 8                | Kreuger / DeKlerk    | 2:12             |                  | 1     | Steiner Brothers     | Pin         |             |  |   |                  |       |       |  |
|  |                  |                      |                  |                  | 1     | Steiner Brothers     | Pin         |             |  |   |                  |       |       |  |
|  |                  |                      | 4                | Konan / Misterio | 2:51  |                      |             |             |  |   |                  |       |       |  |
|  | 5                | Konan / Misterio     | 4                | Konan / Misterio | 2:51  | Pin                  |             |             |  |   |                  |       |       |  |
|  | 5                | Konan / Misterio     |                  |                  |       |                      |             |             |  |   |                  |       |       |  |
|  | 4                | Adams / Smiley       | 5:29             |                  |       |                      |             |             |  |   |                  |       |       |  |
|  | 4                | Adams / Smiley       | 5:29             |                  |       |                      |             |             |  | 1 | Steiner Brothers | Pin   |       |  |
|  |                  |                      |                  |                  |       |                      |             |             |  | 1 | Steiner Brothers | Pin   |       |  |
|  |                  |                      | 2                | Saito / Muta     | 10:52 |                      |             |             |  |   |                  |       |       |  |
|  | 3                | Zangiev / Hashimikov | 2                | Saito / Muta     | 10:52 | Pin                  |             |             |  |   |                  |       |       |  |
|  | 3                | Zangiev / Hashimikov |                  |                  |       |                      |             |             |  |   |                  |       |       |  |
|  | 6                | Johnson / Montour    | 3:54             |                  |       |                      |             |             |  |   |                  |       |       |  |
|  | 6                | Johnson / Montour    | 3:54             |                  | 3     | Zangiev / Hashimikov | Pin         |             |  |   |                  |       |       |  |
|  |                  |                      |                  |                  | 3     | Zangiev / Hashimikov | Pin         |             |  |   |                  |       |       |  |
|  |                  |                      | 2                | Saito / Muta     | 3:08  |                      |             |             |  |   |                  |       |       |  |
|  | 7                | Saito / Muta         | 2                | Saito / Muta     | 3:08  | Pin                  |             |             |  |   |                  |       |       |  |
|  | 7                | Saito / Muta         |                  |                  |       |                      |             |             |  |   |                  |       |       |  |
|  | 2                | Morgan / Victory     | 5:41             |                  |       |                      |             |             |  |   |                  |       |       |  |
|  | 2                | Morgan / Victory     | 5:41             |                  |       |                      |             |             |  |   |                  |       |       |  |
|  |                  |                      |                  |                  |       |                      |             |             |  |   |                  |       |       |  |